# Église de l'Immaculée-Conception de Paris
Pour les articles homonymes, voir Église de l'Immaculée-Conception.
L’église de l’Immaculée-Conception de Paris est une église catholique située dans le 12e arrondissement de Paris, au no 34 rue du Rendez-Vous à l'angle de la rue Marsoulan.

## Historique
Sa création fut décidée en juillet 1874 afin de répondre à l'augmentation de la population des quartiers Picpus et Bel-Air. La chapelle Saint-Henri, construite quelques années auparavant, a servi provisoirement de lieu de culte à cette nouvelle paroisse, qui va d'abord être placée sous le patronage de sainte Radegonde.
Ce terrain appartenait aux filles du marquis de Croix : la marquise de Caulaincourt et la comtesse d'Andigné (une partie de ce terrain appartenait avant la Révolution à l'abbaye de Saint-Antoine et avait été vendue comme bien national). Il fut acheté par mademoiselle  Roland-Gosselin pour quarante mille francs payables sur trois ans. Cette bienfaitrice, tante du futur évêque de Versailles, paya aussi la construction de l'église qui fut exécutée, prix net et à forfait, pour la somme de 143 000 francs par un entrepreneur de la rue de l'Ourcq, Henri Bourgeois. Le plan était de l'architecte Édouard Delebarre-Debay.
Puis elle changea de dédicataire en décembre de la même année, s'associant à l'Immaculée Conception avec l'autorisation du cardinal Guibert, archevêque de Paris. Il est possible que l'abbé Olmer ait été conseillé par sainte Catherine Labouré à cet égard.
Commencée le 19 mars 1875, la construction de l'église demanda six mois, et c'est le 29 septembre que l'abbé Caron, vicaire général, procéda à sa bénédiction, suivi par le cardinal Guibert qui l'inaugura officiellement.
La chapelle Saint-Henri fut conservée en tant que chapelle des catéchismes jusqu'en 1893, et la façade droite fut agrandie avec l'ajout de la chapelle Sainte-Radegonde et un bâtiment  pour l’accueil.
Le clocher contient quatre cloches qui sonnent les notes mi bémol, fa, sol et la bémol.
L'orgue  fut  construit  par  les  frères  E. et  J. Abbey  en  1881, puis transformé par les facteurs Benoist & Sarélot en 1979.
Le mobilier liturgique est l'oeuvre de Dominique Kaeppelin qui réaménage le choeur de l'église dans les années 80, il fabrique notamment l'autel, les sièges de présidence, l'ambon, la croix et le baptistère qui est attaché à cette dernière.

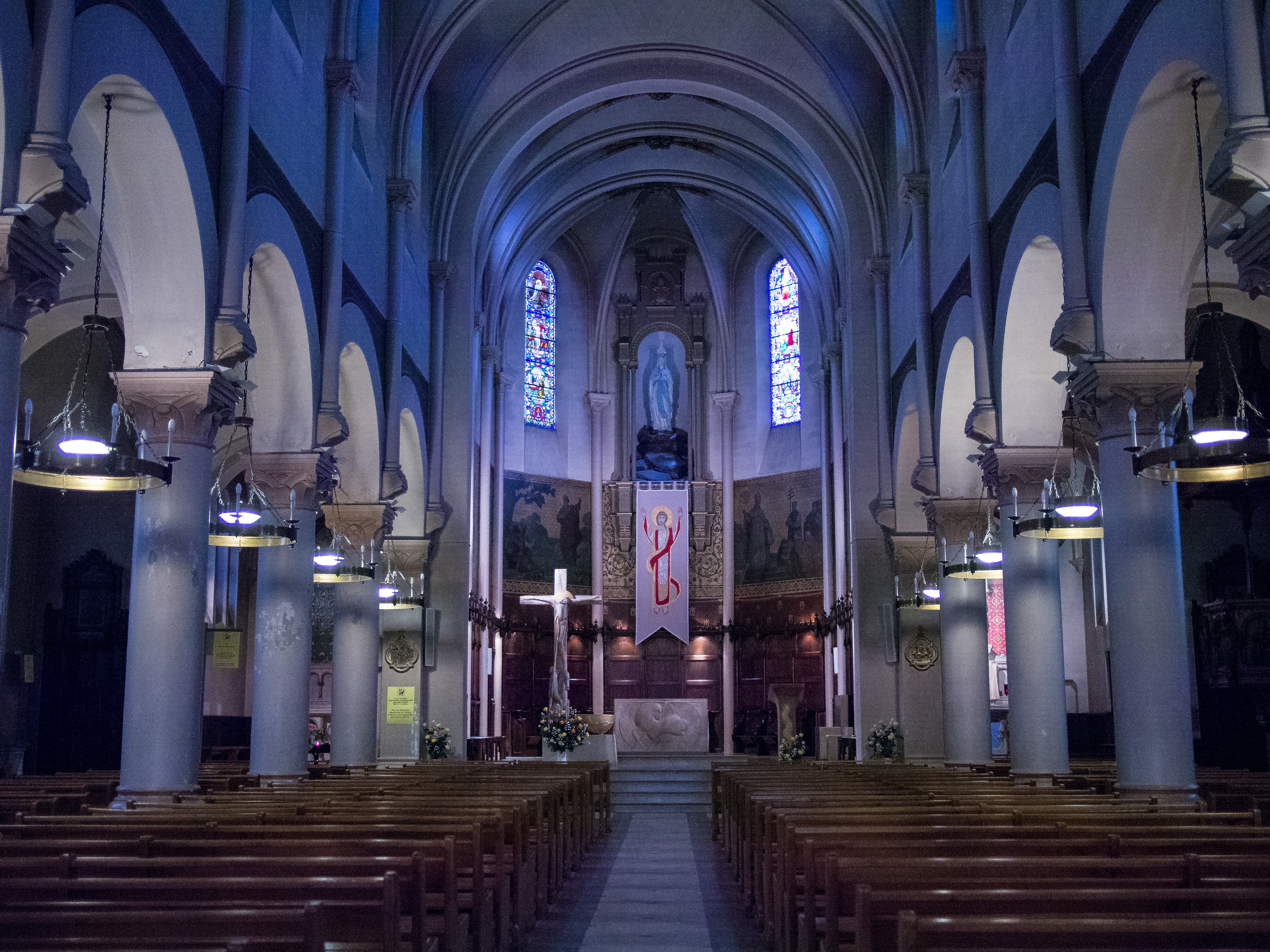
Nef, chœur et abside.

### Les curés
1. Édouard Olmer, chanoine honoraire - 1839 (1875-1893) 1909
2. Emmanuel de La Perche - (1893-1909)
3. S. P. Barboni - (1909-1910)
4. L. Coriton, chanoine honoraire - (1910-1923)
5. P. Coqueret, chanoine honoraire - (1923-1933)
6. J. Touyé, chanoine honoraire - (1933-1943)
7. Olivier de Chasseloup de Chatillon - (1943-1946)
8. L. Pétion - (1946-1952)
9. G. Jay - (1952-1957)
10. R. Ponthieu - (1957-1972)
11. R. Perrelet - (1972-1978)[2]
12. René Huret - (1978-1981)
13. Jacques Cuche - (1981-1987)
14. Jean-Pierre Guiot - (1987-1997)
15. Christian Malcor - (1997-2004)[3]
16. Hervé Géniteau - 1960 (2004-2011)
17. Benoît Bourgoin - 1959 (2011-2017)
18. Étienne Givelet - (2017-...)

- Vicaires actuels : Kévin Anastase, Timothée de Barbentane.

## Architecture
Les plans de l'église sont d'Édouard Delebarre de Bay.

## Œuvres d'art
Les peintures du chœur sont de Victor Zier, peintre d'origine polonaise, actif en France à la fin du XIXe siècle.
L'autel, la cuve baptismale et la Croix sont du sculpteur Dominique Kaeppelin, ces trois œuvres d'art ont été installées après le concile Vatican II, vers les années 1979/1980.

## Accès
L'église est accessible par les stations de métro Nation      et Picpus  .
Les lignes de bus sont  RATP 26 29 56 64 86

### Articles liés
- Quartier du Bel-Air
- Liste des édifices religieux de Paris
- Archidiocèse de Paris